# Тумба (Врање)
Тумба је насеље у Пољаници, град Врање у Пчињском округу. Према попису из 2022. било је 9 становника (према попису из 1991. било је 87 становника).

## Географски подаци
Тумба је на крајњем северу Пољанице, типично планинско село, смештено у изворишном делу Студенске реке и Лалинске реке (која се у изворишном делу назива Тубанска река), око 6 км југозападно од Влајне (1442 м), највишег врха Кукавице, и око 8 км од Власа. Тешко је приступачно из свих праваца. Најлакше је доћи из Власа преко Студене, до које води асфалтни пут, а знатно теже из Вучја долином Вучјанке и гребеном Кукавице или из Владичиног Хана преко села Кукавица. Село је разбијеног типа. Изражене су махале Куси Рид, са леве стране Слепе долине, Присађе, са леве стране Тубанског потока, Село или Голема Ливада, између Шуманског и Гаринског потока, Големе Орнице, на десној страни Зарбинске долине и Сушевље на крајњем северу села.

## Историја
Име Тумба је романо-влашког порекла. Трагови старих насеља налажени су на местима Церемошница, Пећ, око Зарбинске долине и по коси између Гаринског и Шуманског потока, а остаци старе цркве код садашњег гробља. Најстарије су породице Костадиновци (њихов предак Искрит доселио се из Грделичке клисуре), Шарковци (Илијинци), Симоновци, Младеновци и Новоселци, сви досељени из околних крајева.

## Живот
Тумба је право планинско село са мало ораница и доста шума и пашњака. Зато се становништво бавило претежно сточарством и горосечом а ратарством у мањој мери. Има доста извора здраве пијаће воде, од којих су најпознатији Гарина, Јанково кладанче и онај под Орловом чуком. Због тешких услова живота, село је сада углавном напуштено исељавањем у ниже пределе Пољанице, Врање, Лесковац и друге градове Србије.
Сеоска слава (литије, крсте) је Свети Цар Константин и Царица Јелена.

## Демографија
У насељу Тумба живи 42 пунолетна становника, а просечна старост становништва износи 54,2 година (55,5 код мушкараца и 52,8 код жена). У насељу има 20 домаћинстава, а просечан број чланова по домаћинству је 2,20.
Ово насеље је у потпуности насељено Србима (према попису из 2002. године).
|  |

| Демографија | Демографија | Демографија |
| Година      | Становника  | Становника  |
| ----------- | ----------- | ----------- |
| 1948.       | 313         |             |
| 1953.       | 350         |             |
| 1961.       | 336         |             |
| 1971.       | 263         |             |
| 1981.       | 139         |             |
| 1991.       | 87          | 87          |
| 2002.       | 44          | 44          |
| 2011.       | 15          |             |

| Етнички састав према попису из 2002.‍ | Етнички састав према попису из 2002.‍ | Етнички састав према попису из 2002.‍ | Етнички састав према попису из 2002.‍ | Етнички састав према попису из 2002.‍ |
| ------------------------------------ | ------------------------------------ | ------------------------------------ | ------------------------------------ | ------------------------------------ |
|                                      |                                      |                                      |                                      |                                      |
| Срби                                 | Срби                                 |                                      | 44                                   | 100,0%                               |
| непознато                            | непознато                            |                                      | 0                                    | 0,0%                                 |

| \| \| м \| \| \| ж \| \| ? \| 0 \| \| \| 0 \| \| 80+ \| 1 \| \| \| 0 \| \| 75—79 \| 2 \| \| \| 2 \| \| 70—74 \| 3 \| \| \| 2 \| \| 65—69 \| 1 \| \| \| 4 \| \| 60—64 \| 5 \| \| \| 1 \| \| 55—59 \| 1 \| \| \| 4 \| \| 50—54 \| 3 \| \| \| 1 \| \| 45—49 \| 1 \| \| \| 1 \| \| 40—44 \| 0 \| \| \| 0 \| \| 35—39 \| 1 \| \| \| 0 \| \| 30—34 \| 3 \| \| \| 2 \| \| 25—29 \| 1 \| \| \| 0 \| \| 20—24 \| 0 \| \| \| 2 \| \| 15—19 \| 1 \| \| \| 1 \| \| 10—14 \| 0 \| \| \| 1 \| \| 5—9 \| 0 \| \| \| 0 \| \| 0—4 \| 0 \| \| \| 0 \| \| Просек : \| 55,5 \| \| \| 52,8 \| |      |  |  |      |
| |      |  |  |      |
| | м    |  |  | ж    |
| ? | 0    |  |  | 0    |
| 80+ | 1    |  |  | 0    |
| 75—79 | 2    |  |  | 2    |
| 70—74 | 3    |  |  | 2    |
| 65—69 | 1    |  |  | 4    |
| 60—64 | 5    |  |  | 1    |
| 55—59 | 1    |  |  | 4    |
| 50—54 | 3    |  |  | 1    |
| 45—49 | 1    |  |  | 1    |
| 40—44 | 0    |  |  | 0    |
| 35—39 | 1    |  |  | 0    |
| 30—34 | 3    |  |  | 2    |
| 25—29 | 1    |  |  | 0    |
| 20—24 | 0    |  |  | 2    |
| 15—19 | 1    |  |  | 1    |
| 10—14 | 0    |  |  | 1    |
| 5—9 | 0    |  |  | 0    |
| 0—4 | 0    |  |  | 0    |
| Просек : | 55,5 |  |  | 52,8 |

| Година пописа     | 1948. | 1953. | 1961. | 1971. | 1981. | 1991. | 2002. |
| ----------------- | ----- | ----- | ----- | ----- | ----- | ----- | ----- |
| Број домаћинстава | 40    | 56    | 59    | 52    | 36    | 26    | 20    |

| Број чланова      | 1 | 2  | 3 | 4 | 5 | 6 | 7 | 8 | 9 | 10 и више | Просек |
| ----------------- | - | -- | - | - | - | - | - | - | - | --------- | ------ |
| Број домаћинстава | 4 | 11 | 3 | 1 | 1 | 0 | 0 | 0 | 0 | 0         | 2,20   |

| Пол    | Укупно | Неожењен/Неудата | Ожењен/Удата | Удовац/Удовица | Разведен/Разведена | Непознато |
| ------ | ------ | ---------------- | ------------ | -------------- | ------------------ | --------- |
| Мушки  | 23     | 6                | 13           | 4              | 0                  | 0         |
| Женски | 20     | 4                | 13           | 3              | 0                  | 0         |
| УКУПНО | 43     | 10               | 26           | 7              | 0                  | 0         |

| Пол    | Укупно                    | Пољопривреда, лов и шумарство | Рибарство                            | Вађење руде и камена | Прерађивачка индустрија       |
| ------ | ------------------------- | ----------------------------- | ------------------------------------ | -------------------- | ----------------------------- |
| Мушки  | 14                        | 6                             | 0                                    | 0                    | 6                             |
| Женски | 5                         | 2                             | 0                                    | 0                    | 3                             |
| Укупно | 19                        | 8                             | 0                                    | 0                    | 9                             |
|        |                           |                               |                                      |                      |                               |
| Пол    | Производња и снабдевање   | Грађевинарство                | Трговина                             | Хотели и ресторани   | Саобраћај, складиштење и везе |
| Мушки  | 0                         | 2                             | 0                                    | 0                    | 0                             |
| Женски | 0                         | 0                             | 0                                    | 0                    | 0                             |
| Укупно | 0                         | 2                             | 0                                    | 0                    | 0                             |
|        |                           |                               |                                      |                      |                               |
| Пол    | Финансијско посредовање   | Некретнине                    | Државна управа и одбрана             | Образовање           | Здравствени и социјални рад   |
| Мушки  | 0                         | 0                             | 0                                    | 0                    | 0                             |
| Женски | 0                         | 0                             | 0                                    | 0                    | 0                             |
| Укупно | 0                         | 0                             | 0                                    | 0                    | 0                             |
|        |                           |                               |                                      |                      |                               |
| Пол    | Остале услужне активности | Приватна домаћинства          | Екстериторијалне организације и тела | Непознато            | Непознато                     |
| Мушки  | 0                         | 0                             | 0                                    | 0                    | 0                             |
| Женски | 0                         | 0                             | 0                                    | 0                    | 0                             |
| Укупно | 0                         | 0                             | 0                                    | 0                    | 0                             |